# Agrotis porphyricollis
Agrotis porphyricollis (tên tiếng Anh: Variable Cutworm) là một loài bướm đêm noctuid. Nó được tìm thấy ở Tasmania, Victoria và New South Wales.
Sải cánh dài khoảng 30 mm.

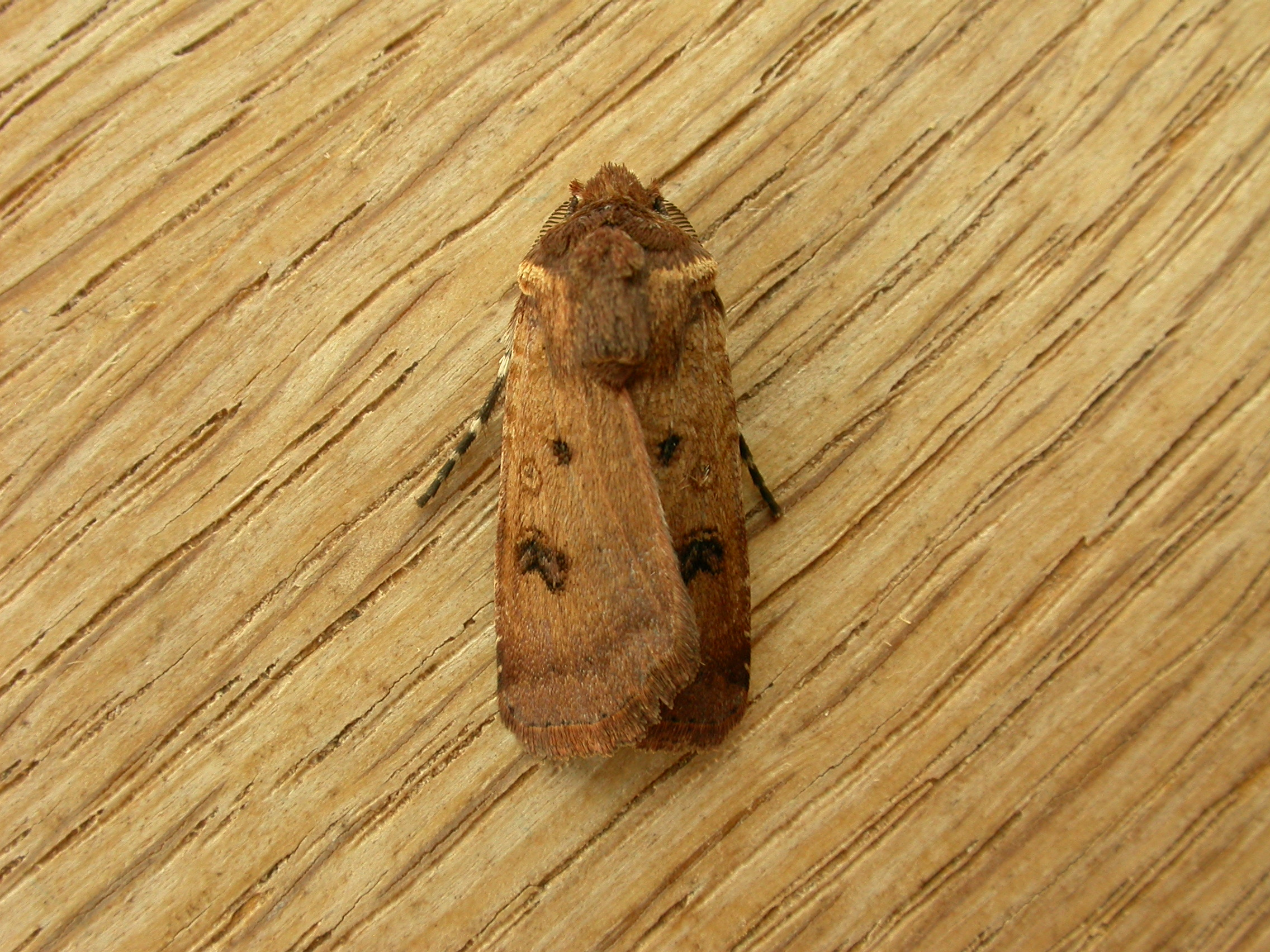

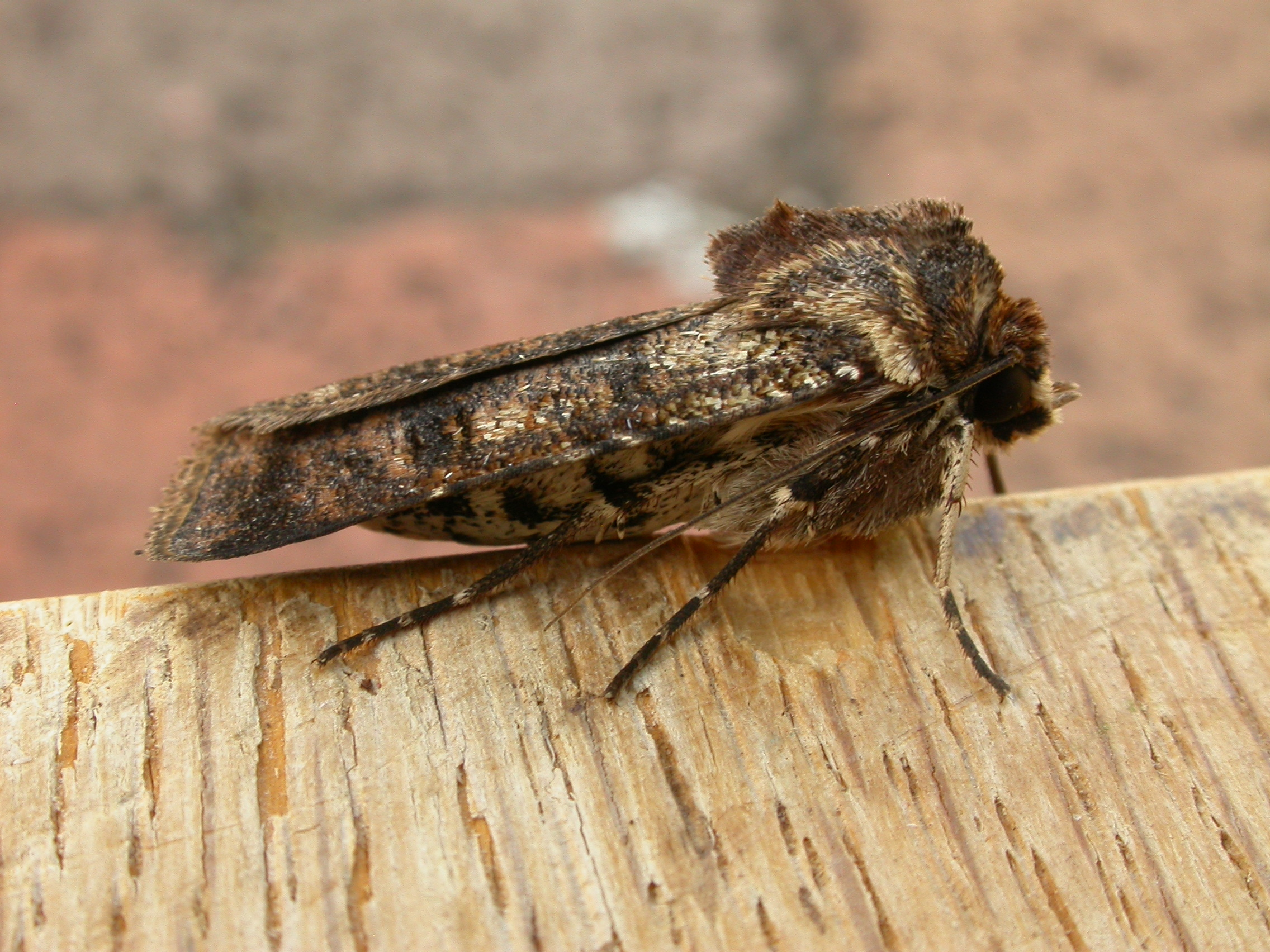

Ấu trùng ở dưới đất ban ngày và chui lên vào ban đêm để ăn. Chúng bị xem là loài gây hại cho loài Beta vulgaris và Solanum tuberosum.

## Hình ảnh

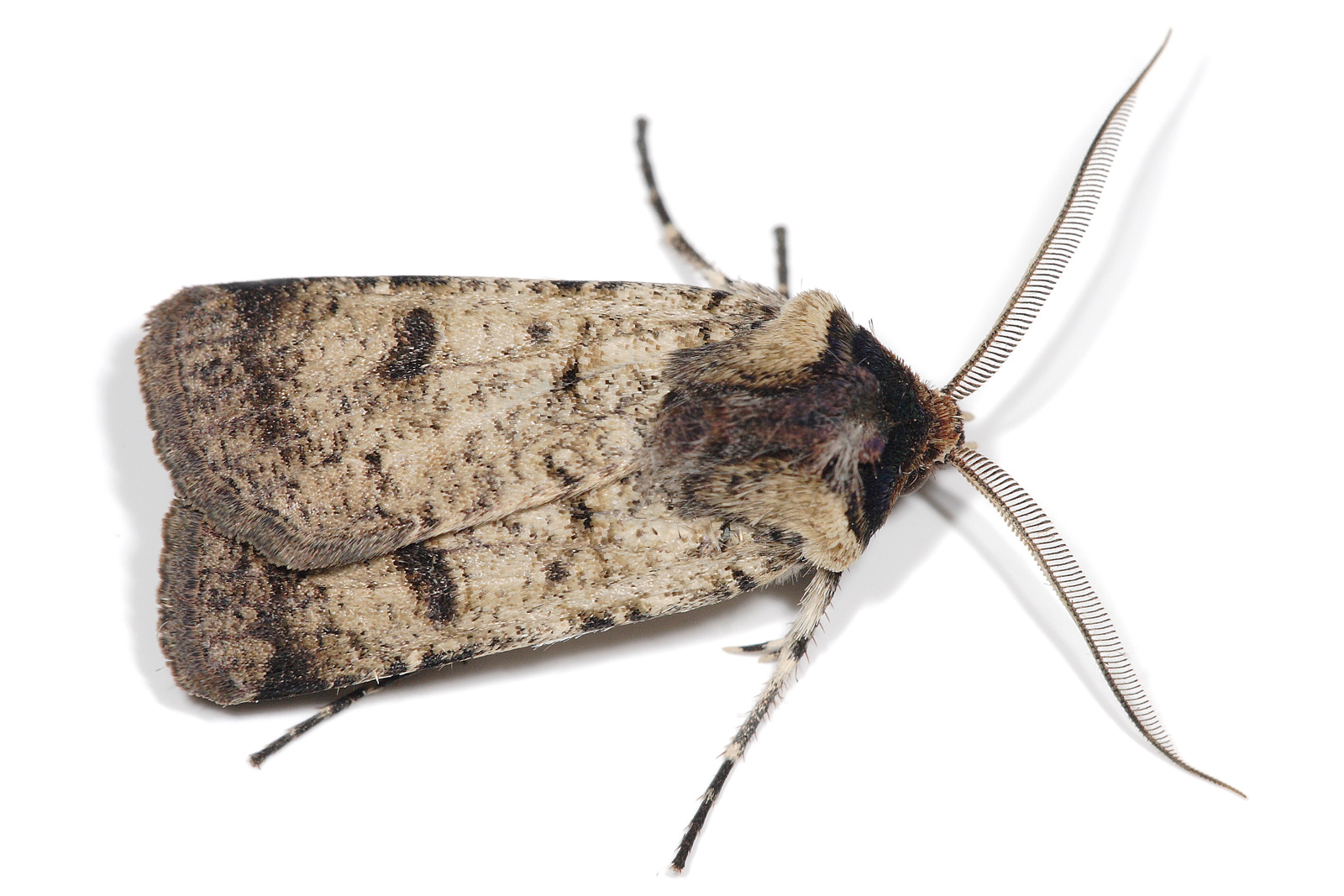
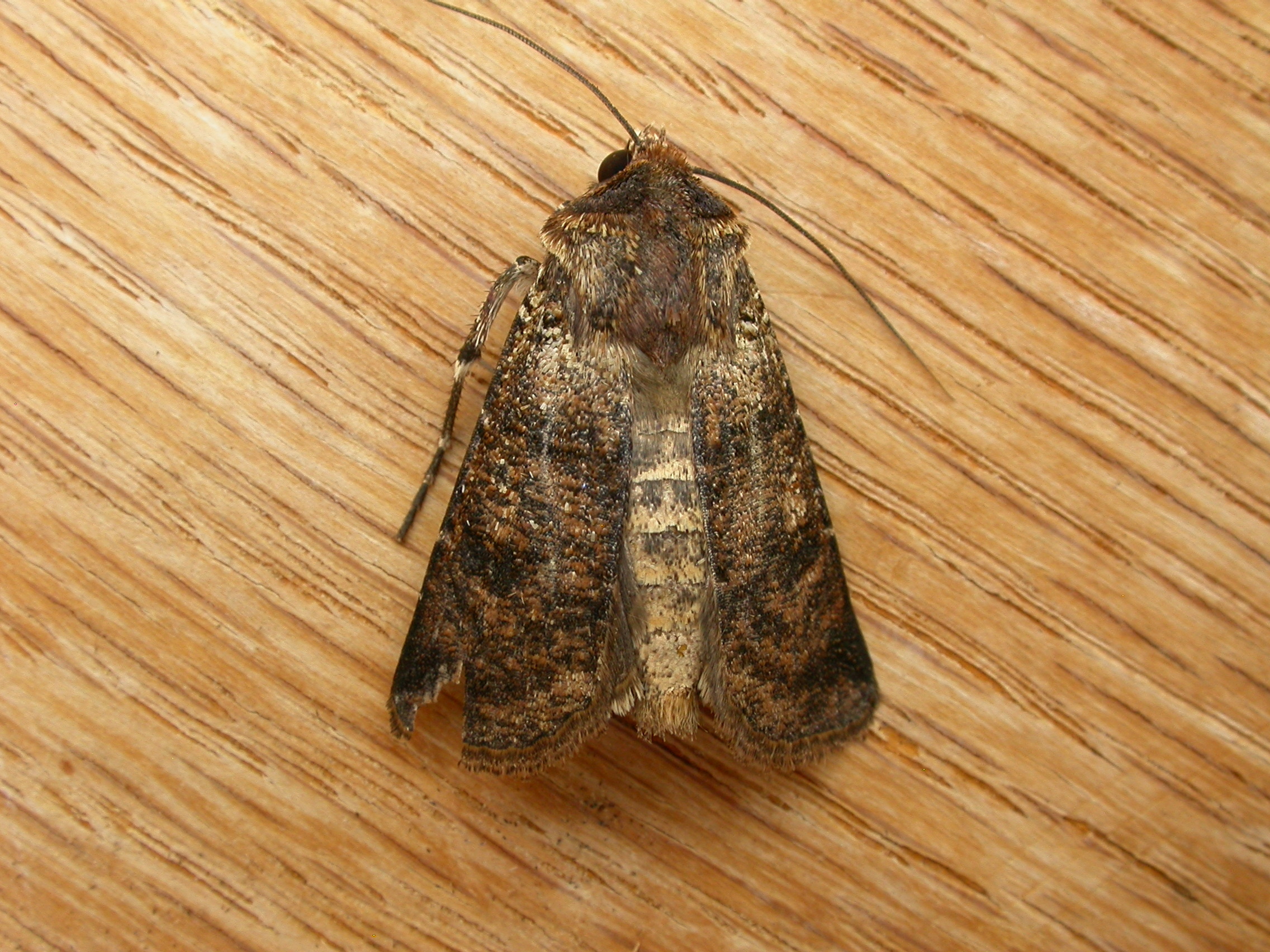
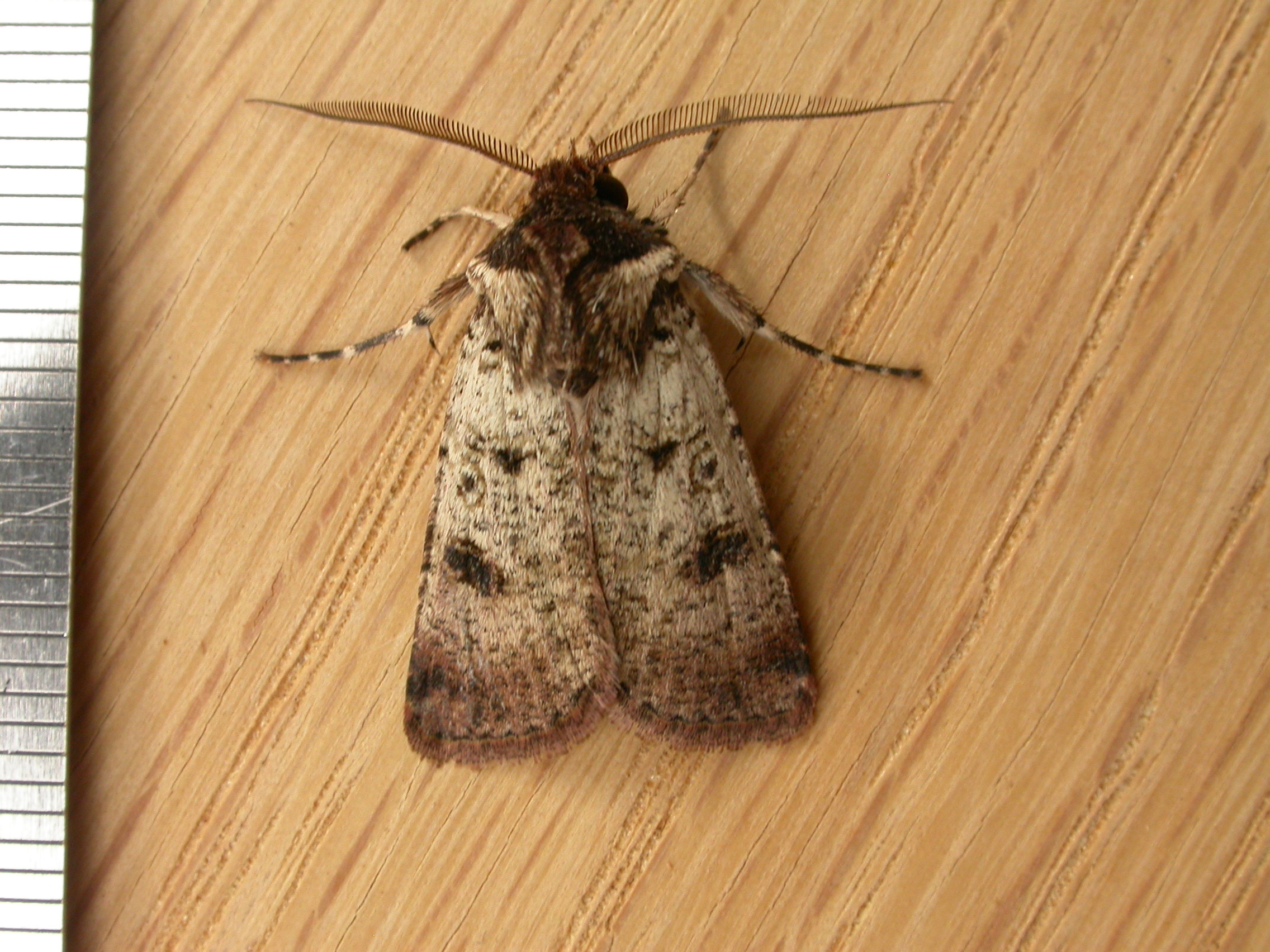
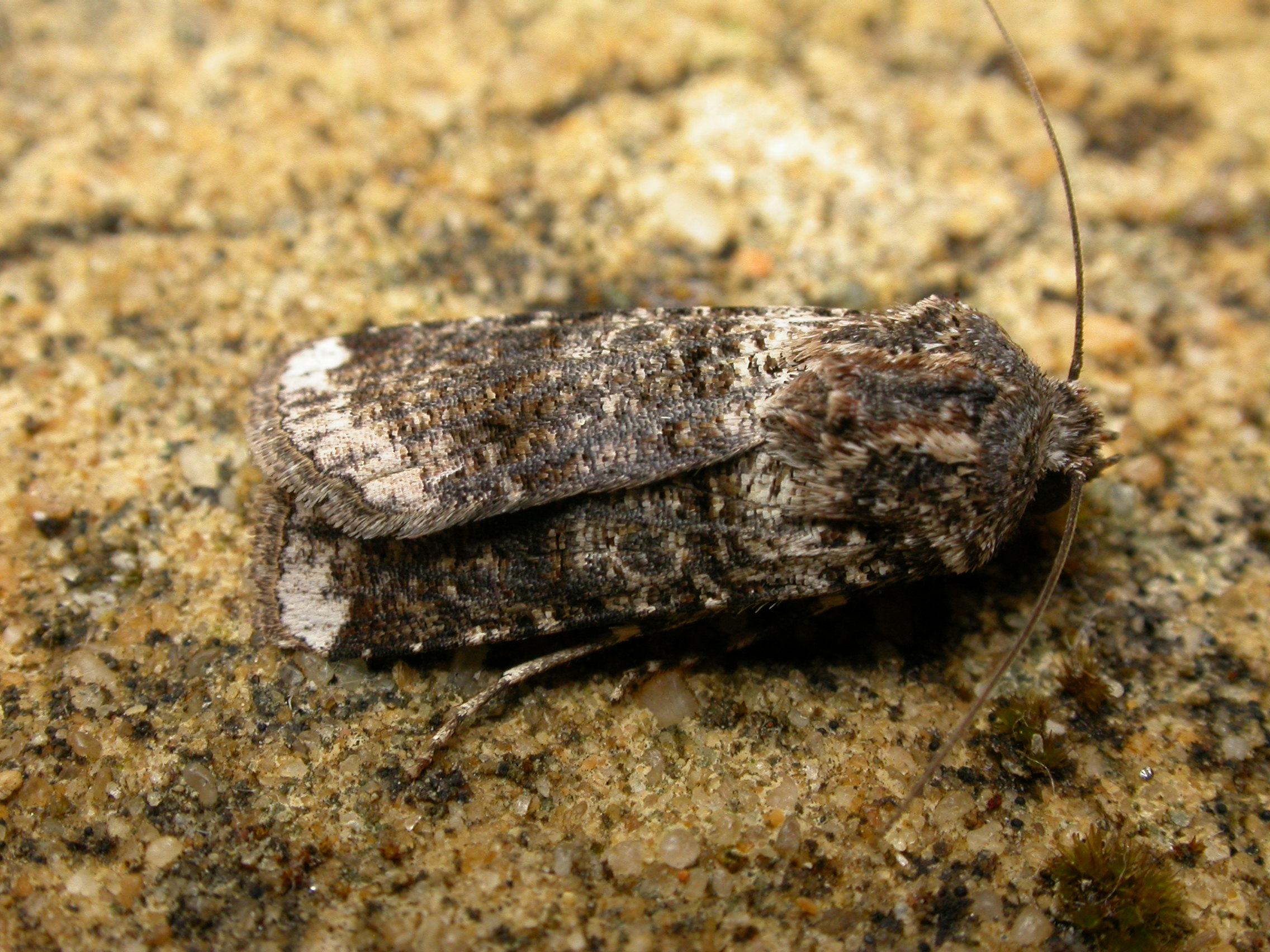